# Giacomo Civiletti
Giacomo Civiletti, all'anagrafe Gioacchino (Palermo, 13 agosto 1951), è un attore, comico, regista e autore italiano.

## Biografia
Debutta nel 1974 con Attore con la O chiusa di Franco Scaldati per la regia di Luigi Maria Burruano e nel 1975 fonda con Nino Drago il Piccolo Teatro città di Palermo, per il quale interpreta commedie di vari autori italiani. Scritturato dalla compagnia sperimentale Gruppo 5 parte per una tournée in Europa. Rientrato in sede fa coppia con Burruano nel cabaret e poi nel Teatro Popolare Palermitano nel quale è interprete di commedie quali Palermo oh cara! di Burruano e La povertà non è vergogna... ma mancu un priu di cui è anche autore.
Nel 1986 è l'antagonista di Oreste Lionello nel musical Lisistrata. Nel 1987 Pietro Garinei gli affida il ruolo di uno dei tre briganti nella commedia musicale Rinaldo in campo. Ha lavorato, tra gli altri, con Giorgio Albertazzi, Massimo Ranieri, Carlo Croccolo, Rosa Balistreri, Maurizio Scaparro, Carla Calò, Franco Franchi e Ciccio Ingrassia.
Dal 1987 al 2003 collabora con il Teatro Biondo stabile di Palermo. Dal 2004 produce e rapprenta sue commedie, collabora con teatri e compagnie varie partecipando a rassegne, manifestazioni e progetti. Nel 2013 a Parma fonda e dirige la compagnia Gli Sbilenky. Dal 2015 riprende la sua collaborazione con il Teatro Biondo di Palermo e poi con lo Stabile di Bolzano.

## Filmografia

### Teatro
Attivo in teatro a partire dal 1974, ha preso parte a commedie e drammi di vari autori europei anche contemporanei, calcando le scene di alcuni dei più importanti teatri italiani. Spesso è anche autore e produttore delle commedie che interpreta. Ha sperimentato molti generi di teatro: dalla sceneggiata napoletana al teatro sperimentale,dal cabaret al musical, dalla commedia dialettale alla prosa d'autore.

### Cinema
- Questo e quello, regia di Sergio Corbucci (1983)
- Stanno tutti bene, regia di Giuseppe Tornatore (1990)
- Le buttane, regia di Aurelio Grimaldi (1994)
- Prime luci dell'alba, regia di Lucio Gaudino (2000)
- Nati stanchi, regia di Domenick Tambasco su soggetto di Ficarra e Picone (2002)
- Il ritorno di Cagliostro, regia di Daniele Ciprì e Franco Maresco (2003)
- L'Uomo cane, regia di Bibi Bianca (2003)
- Miracolo a Palermo, regia di Beppe Cino (2005)
- Come un pesce, regia di Marco Pellegrino (2009)
- E' stato il figlio, regia di Daniele Ciprì (2012)

### Televisione
Dal 1978 al 2000 partecipa e/o conduce i programmi televisivi delle prime televisioni private locali; collabora anche a progetti televisivi nazionali.
- Special di cabaret su Rai 3 (1982)
- La stalla, film per la Rai TV di Paolo Valenti.(1982)
- Rinaldo in campo, Rai 1, regia TV di Giancarlo Nicotra (1989)
- Squadra antimafia - Palermo oggi 3 - Canale 5, serie TV, episodio 3x09 (2011)

## Radio
Autore e conduttore / attore di programmi di varietà radiofonici per la RAI, fra i quali: Core napulitano, Fregata Rai, Carissimo Pinocchio.